# 종아리앞칸
종아리앞칸(anterior compartment of the leg)은 종아리의 근막칸 중 하나이다. 발의 발등굽힘, 안쪽번짐이나 가쪽번짐에 관여하는 근육들을 포함하고 있으며 그 외에 앞정강동맥, 앞정강정맥, 깊은종아리신경 등의 혈관과 신경도 종아리앞칸을 지나간다.

## 근육
종아리앞칸에 속하는 근육들은 다음과 같다.
- 앞정강근
- 긴엄지폄근
- 긴발가락폄근
- 셋째종아리근

| 그림 | 근육         | 이는곳                                                    | 닿는곳                                               | 분포하는 신경           | 주된 작용                              |
| ---- | ------------ | --------------------------------------------------------- | ---------------------------------------------------- | ----------------------- | -------------------------------------- |
|      | 앞정강근     | 정강뼈 가쪽관절융기와 가쪽 측면의 위쪽 절반, 뼈사이막     | 안쪽쐐기뼈의 아래안쪽 표면과 첫째 발허리뼈 바닥      | 깊은종아리신경 (L4, L5) | 발의 발등굽힘, 안쪽번짐                |
|      | 긴엄지폄근   | 종아리뼈 앞면의 중간 부분, 뼈사이막                       | 엄지발가락 먼발가락뼈 바닥의 등쪽 측면               | 깊은종아리신경 (L4, L5) | 엄지발가락 폄, 발의 발등굽힘           |
|      | 긴발가락폄근 | 정강뼈 가쪽관절융기, 종아리뼈 안쪽면의 위쪽 3/4, 뼈사이막 | 둘째 ~ 다섯째 발가락들의 중간발가락뼈와 먼쪽발가락뼈 | 깊은종아리신경 (L4, L5) | 둘째 ~ 다섯째 발가락 폄, 발의 발등굽힘 |
|      | 셋째종아리근 | 종아리뼈 앞면의 아래쪽 1/3, 뼈사이막                      | 다섯째 발허리뼈 바닥의 등쪽 면                       | 깊은종아리신경 (L4, L5) | 발의 발등굽힘, 발의 가쪽번짐 보조      |

## 기능
종아리앞칸에 속하는 근육들은 발의 발등굽힘근이며 가쪽번짐과 안쪽번짐에 관여한다.

## 신경 분포와 혈액 공급
종아리앞칸에는 온종아리신경의 가지인 깊은종아리신경이 분포한다. 깊은종아리신경은 L4, L5, S1 척수신경에서 온 축삭을 포함하고 있다.
종아리앞칸으로 가는 혈액은 앞정강동맥에 의해 공급된다. 앞정강동맥은 앞정강근과 긴발가락폄근 사이로 주행한다. 앞정강동맥이 위폄근지지띠를 가로지르면 그 이름이 발등동맥으로 바뀌게 된다.

## 추가 이미지

종아리앞칸

## 같이 보기
- 종아리근막칸